# 大磯インターチェンジ
大磯インターチェンジ（おおいそインターチェンジ）は、神奈川県中郡大磯町生沢にある小田原厚木道路のインターチェンジである。
本ICを境に小田原厚木道路の料金区間が変わるため、本線脇に「ここから小田原区間」「ここから厚木区間」の標識がある。また本ICと二宮ICの間は料金徴収設備がないため、無料で通行できる。
上り線のみ大磯PAを併設し、PAから出口に流出することもできる。

## 接続する道路
- 大磯町道を経て神奈川県道63号相模原大磯線

## 歴史
1969年の小田原厚木道路の全線開通に伴い、供用が開始された。料金設定区間の端点となる当ICは、二宮ICとともに比較的利用が多かったが、分合流車線が短く危険な状態にあった。このため、1992年の改築事業の一環として分合流車線の延長工事が行われ、特に上り線においては大磯PAを併設する構造とするために、入口が約200m、出口が800mほど小田原寄りに移設された。

### 年表
- 1969年（昭和44年）3月19日：小田原厚木道路の開通（暫定供用）に伴い供用開始。
- 1999年（平成11年）1月29日：上り線（厚木方面）出入口ランプの移設・改良工事が完成。
- 1999年（平成11年）8月24日：下り線（小田原方面）の分合流車線の延長工事が完成。

## 周辺
- 東海大学大磯病院
- 石神台緑地
- 西湘バイパス 大磯西インターチェンジ

## 隣
E85 小田原厚木道路
二宮IC - 大磯IC/PA(PAは上り線のみ) - 平塚TB - 平塚IC/PA（PAは下り線のみ）